# Anadara aequatorialis
Anadara aequatorialis – gatunek morskiego, osiadłego małża z rodziny arkowatych (Arcidae).
Muszla o wymiarach: długość 3,4 cm, wysokość 2,4 cm, średnica 2,0 cm. Żyje na głębokości od 11 metrów do 73 metrów. Odżywia się planktonem.
Występuje od Meksyku po Peru.